# Mike Doyle
Michael "Mike" Doyle (25. november 1946 - 27. juni 2011) var en engelsk fodboldspiller (centre-half/midtbane).
Doyle tilbragte størstedelen af sin karriere hos Manchester City. Han vandt en lang række titler med klubben, heriblandt det engelske mesterskab, FA Cuppen og Pokalvindernes Europa Cup. Han spillede også fem kampe for det engelske landshold.

## Titler
Engelsk mesterskab
- 1968 med Manchester City

FA Cup
- 1969 med Manchester City

Engelsk Liga Cup
- 1970 og 1976 med Manchester City

Pokalvindernes Europa Cup
- 1970 med Manchester City

FA Charity Shield
- 1968 og 1972 med Manchester City